# Kanton Speyer
Der Kanton Speyer (auch Kanton Speier; franz.: Canton de Spire) war eine von zehn Verwaltungseinheiten, in die sich das Arrondissement Speyer (franz.: Arrondissement de Spire) im Departement Donnersberg (franz.: Département du Mont-Tonnerre) gliederte. Der Kanton war in den Jahren 1798 bis 1814 Teil der Ersten Französischen Republik (1798–1804) und des Ersten Französischen Kaiserreichs (1804–1814). Hauptort (chef-lieu) und Verwaltungssitz war Speyer.
Nachdem die Pfalz 1816 zum Königreich Bayern gekommen war, wurden die Kantone, teilweise mit geändertem Gebietsstand, zunächst beibehalten und waren Teile der Verwaltungsstruktur bis 1852.
Das Verwaltungsgebiet des Kantons Speyer lag im heutigen Rhein-Pfalz-Kreis sowie auf dem Gebiet der kreisfreien Stadt Speyer in Rheinland-Pfalz.

## Gemeinden und Mairies
Nach amtlichen Tabellen aus den Jahren 1798 und 1811 gehörten zum Kanton Speyer folgende Gemeinden, die verwaltungsmäßig Mairies zugeteilt waren (Ortsnamen in der damaligen Schreibweise); die Einwohnerzahlen (Spalte „EW 1815“) sind einer Statistik von 1815 entnommen; die Spalte „vor 1792 zugehörig“ nennt die landesherrliche Zugehörigkeit vor der französischen Inbesitznahme.
| Gemeinde      | Mairie        | EW 1815 | vor 1792 zugehörig | Anmerkungen                      |
| ------------- | ------------- | ------- | ------------------ | -------------------------------- |
| Berghausen    | Mechtersheim  | 469     | Hochstift Speyer   | seit 1969 Ortsteil von Römerberg |
| Dudenhofen    | Dudenhofen    | 700     | Hochstift Speyer   |                                  |
| Hanhofen      | Hanhofen      | 460     | Hochstift Speyer   |                                  |
| Harthausen    | Heiligenstein | 624     | Hochstift Speyer   |                                  |
| Heiligenstein | Heiligenstein | 520     | Hochstift Speyer   | seit 1969 Ortsteil von Römerberg |
| Mechtersheim  | Mechtersheim  | 540     | Kurpfalz           | seit 1969 Ortsteil von Römerberg |
| Otterstadt    | Otterstadt    | 660     | Hochstift Speyer   |                                  |
| Schifferstadt | Schifferstadt | 1.836   | Hochstift Speyer   |                                  |
| Speier        | Speier        | 6.000   | Freie Reichsstadt  | Kreisfreie Stadt Speyer          |
| Waldsee       | Waldsee       | 760     | Hochstift Speyer   |                                  |

## Geschichte
Vor der Annexion des Linken Rheinufers in den französischen Revolutionskriegen (1794) gehörten die Ortschaften im 1798 eingerichteten Verwaltungsbezirk des Kantons Speyer überwiegend zum Hochstift Speyer, Speyer selbst war bis zum Ende des 18. Jahrhunderts eine Freie Reichsstadt.
Von der französischen Direktorialregierung wurde 1798 die Verwaltung des Linken Rheinufers nach französischem Vorbild reorganisiert und damit u. a. eine Einteilung in Kantone übernommen. Die Kantone waren zugleich Friedensgerichtsbezirke. Der Kanton Speyer gehörte zum Arrondissement Speyer im Departement Donnersberg. Der Kanton gliederte sich in zwölf Gemeinden, die von zehn Mairies verwaltet wurden.
Nachdem im Januar 1814 die Alliierten das Linke Rheinufer wieder in Besitz gebracht hatten, wurde im Februar 1814 das Departement Donnersberg und damit auch der Kanton Speyer Teil des provisorischen Generalgouvernements Mittelrhein. Nach dem Pariser Frieden vom Mai 1814 wurde dieses Generalgouvernement im Juni 1814 aufgeteilt, das Departement Donnersberg wurde der neu gebildeten Gemeinschaftlichen Landes-Administrations-Kommission zugeordnet, die unter der Verwaltung von Österreich und Bayern stand.

## Bayerischer Kanton Speyer
Aufgrund der auf dem Wiener Kongress getroffenen Vereinbarungen kam das Gebiet im Juni 1815 zu Österreich. Die gemeinschaftliche österreichisch-bayerische Verwaltung wurde vorerst beibehalten. Am 14. April 1816 wurde zwischen Österreich und Bayern ein Staatsvertrag geschlossen, in dem ein Austausch verschiedener Staatsgebiete vereinbart wurde. Hierbei wurden die linksrheinischen österreichischen Gebiete zum 1. Mai 1816 an das Königreich Bayern abgetreten.
Der bayerische Kanton Speyer gehörte im neu geschaffenen Rheinkreis zunächst zur Kreisdirektion Frankenthal. Nach der Untergliederung des Rheinkreises in Landkommissariate (1818) gehörte der Kanton Speyer zum Landkommissariat Speyer.
Zum bayerischen Kanton Speyer gehörten nach 1817 insgesamt zehn Gemeinden:
| - Berghausen - Dudenhofen - Hanhofen - Harthausen | - Heiligenstein - Mechtersheim - Otterstadt - Schifferstadt | - Speyer - Waldsee |

In einer 1836 erstellten Statistik wurden im Kanton Speyer 19.654 Einwohner gezählt, davon waren 13.183 Katholiken, 6.119 Protestanten, 58 Mennoniten und 249 Juden.
Im Jahr 1852 wurde der Kanton Speyer, so wie alle Kantone in der Pfalz, in eine Distriktsgemeinde umgewandelt.